# 1937年の日本競馬
1937年の日本競馬（1937ねんのにほんけいば）では、1937年（昭和12年）の日本競馬界についてまとめる。
馬齢は旧表記で統一する。
1936年の日本競馬 - 1937年の日本競馬 - 1938年の日本競馬

## できごと

### 1月 - 3月
- 1月26日 - 帝国競馬協会の最後の定期会員総会が開かれ、協会の解散決議案が満場一致で可決、また残務整理案も可決される[1]。
- 1月30日 - 中山競馬倶楽部が解散を決議する。以後他の競馬倶楽部も続々と解散を決議する[1]。
- 3月23日 - 中山競馬場で前年死去した肥田金一郎中山競馬倶楽部理事長の胸像の除幕式が行われる[2]。
- 3月26日 - 農林省が、農林大臣を会長とする競馬会審査委員会を設置する[3]。

### 4月 - 6月
- 4月17日 - 日本競馬会は各倶楽部に宛て、退職慰労金その他の支払方法について通知した[3]。
- 5月12日 - 日本競馬会が部長・課長・職員の発令を行う。また、各競馬倶楽部の解散に伴って日本競馬会は事業所の人事も発令した[3]。
- 5月14日 - 日本競馬会の松平頼寿理事長が、各競馬倶楽部の理事者に「競馬振興会定款案」を送付する[4]。
- 5月 - 馬政局が改組され、文官の長官の下に陸軍将官を次長に迎え、現役軍人も増員、施策の実施には陸軍の同意が必要となった。また、馬の徴発・買い上げなどは直接陸軍大臣の指揮監督を受けることとなった[4]。
- 6月 - 中山競馬倶楽部が野戦砲学校の繋駕車両の重量に関する基礎研究のために、1か月間競馬場を貸し出す[2]。

### 7月 - 9月
- 7月7日 - 日本競馬会の松平頼寿理事長が、各競馬場にあて競馬施行規程の草案を送付し、場長会議で協議することを通知する[4]。
- 7月19日 - 日本競馬会の阿部純隆業務部長が各競馬場に「競走成績表の様式を統一するよう」と通知する。これがのちの「成績広報」の原型となる[4]。
- 8月7日 - 札幌競馬場で日本競馬会となって初の競馬が行われる[5]。
- 8月25日 - 中山競馬場の阿部純隆場長および藤本勝美事務長が召集を受ける。阿部純隆は10月8日に戦死し、このため日本競馬会は12月10日に青山斎場告別式を行った[2]。
- 9月20日 - 新しい競馬施行規則の適用に当たり、日本競馬会は各競馬場に「開催執務心得」と題する文書を配布した[4]。

### 10月 - 12月
- 10月1日
  - 日本競馬会の新競馬施行規程が施行される[4]。
  - 松平頼寿理事長より各競馬場長に宛て、「本会役職員の国防献金」を行う旨を通知される。これにより10月以降隔月に役職員は俸給月額の1%、常傭人は0.5%を地元の陸海軍関係機関に献納することとなった[4]。
- 10月2日 - 松平頼寿理事長が各競馬場長に宛て、「興奮剤の使用禁止に関する注意」と題し、茶類、アルコール類、麻薬類、カンフル剤、マムシ等を用いた場合に厳罰に処せられることを記した書類を配布する[4]。
- 10月7日 - 馬事国防献金競走の設置が各競馬場に通知される。10月27日より各競馬場とも第8競走と定められ、当該競走の勝馬投票券の売得金額から政府納付金を控除した金額をこれに充てた。同年の献金総額は482,337円で、1943年までの総額は832万5831円37銭であった[6]。
- 10月29日 - 日本競馬会が馬匹登録規定を制定する[6]。
- 11月13日 - 松平頼寿理事長が「支那事変で召集された臨時人夫・騎手・調教師が戦死した場合、金100円を見舞金として遺族に支給するよう」通知を行う[6]。
- 12月3日 - 帝室御賞典が再編され、その第1回が東京競馬場で行われる。第1回の優勝馬はハッピーマイト、優勝騎手は新井朋次郎[6]。
- 12月6日 - 日本競馬会は裁定委員会を開き、興奮剤に関する規定違反として、小倉で5名、中山4名、横浜3名、宮崎2名、阪神1名の調教師を処分した。また12月28日には東京の1名が追加で処分されている[6]。
- 12月10日 - 京都競馬場において、11日からの1回京都競馬開催をめぐって、不満を抱いた関西連合騎士会の出馬投票拒否事件が起きる。その後説得により、事件は11日午後2時頃に解決した[6]。
- 12月22日 - 日本競馬会理事会は翌年の予算案とともに、翌年度より賞金額を11.7%増額することを決定、主務省もこれを認可した[6]。

### その他
- この年各競馬倶楽部が解散したため、春季競馬は競馬倶楽部最後の開催となり、秋季競馬は日本競馬会のもとで行われた[4]。

## 競走成績

### 公認競馬の主な競走
- 第6回東京優駿大競走（東京競馬場・4月29日) 優勝 : ヒサトモ（騎手 : 中島時一）
- 第1回帝室御賞典（東京競馬場・12月3日） 優勝 : ハッピーマイト（騎手 : 新井朋次郎）

### 障害競走
- 第6回農林省賞典障碍（春）（中山競馬場・4月4日）優勝 : フソウ（騎手 : 平井寅雄）
- 第7回農林省賞典障碍（秋）（中山競馬場・10月17日）優勝： キンテキ（騎手：古賀嘉蔵）

## 誕生
この年に生まれた競走馬は1940年のクラシック世代となる。

### 競走馬
- 2月20日 - イエリユウ
- 5月6日 - ルーネラ
- 6月9日 - タイレイ
- 不明 - ウアルドマイン、テツザクラ

### 人物
- 1月14日 - 伊藤雄二
- 2月27日 - 古川平
- 6月18日 - 鹿戸幸治
- 9月8日 - 加賀武見
- 10月8日 - 安藤正敏
- 10月12日 - 松永勇
- 10月20日 - 増沢末夫
- 11月26日 - 矢野進